# Lista de singles número um na Portugal Songs em 2023
Esta é uma lista de singles que alcançaram a primeira posição da Portugal Songs em 2023. A Portugal Songs é uma tabela musical de Portugal, publicada semanalmente pela revista norte-americana Billboard. Os dados usados para cada publicação são recolhidos pelo serviço Luminate Data com base em downloads digitais e streaming nos serviços online.

## Histórico
| Semana          | Canção                            | Artista(s)                                 | Ref.   |
| --------------- | --------------------------------- | ------------------------------------------ | ------ |
| 7 de janeiro    | "All I Want for Christmas Is You" | Mariah Carey                               | [ 1 ]  |
| 14 de janeiro   | "Calm Down"                       | Rema e Selena Gomez                        | [ 2 ]  |
| 21 de janeiro   | "Calm Down"                       | Rema e Selena Gomez                        | [ 3 ]  |
| 28 de janeiro   | "Flowers"                         | Miley Cyrus                                | [ 4 ]  |
| 4 de fevereiro  | "Flowers"                         | Miley Cyrus                                | [ 5 ]  |
| 11 de fevereiro | "Flowers"                         | Miley Cyrus                                | [ 6 ]  |
| 18 de fevereiro | "Flowers"                         | Miley Cyrus                                | [ 7 ]  |
| 25 de fevereiro | "Flowers"                         | Miley Cyrus                                | [ 8 ]  |
| 4 de março      | "Flowers"                         | Miley Cyrus                                | [ 9 ]  |
| 11 de março     | "Die for You"                     | The Weeknd e Ariana Grande                 | [ 10 ] |
| 18 de março     | "Die for You"                     | The Weeknd e Ariana Grande                 | [ 11 ] |
| 25 de março     | "Flowers"                         | Miley Cyrus                                | [ 12 ] |
| 1 de abril      | "Flowers"                         | Miley Cyrus                                | [ 13 ] |
| 8 de abril      | "Planeta"                         | Bispo com part. de Bárbara Tinoco          | [ 14 ] |
| 15 de abril     | "Beso"                            | Rosalía e Rauw Alejandro                   | [ 15 ] |
| 22 de abril     | "Planeta"                         | Bispo com part. de Bárbara Tinoco          | [ 16 ] |
| 29 de abril     | "Beso"                            | Rosalía e Rauw Alejandro                   | [ 17 ] |
| 6 de maio       | "Nosso Quadro"                    | Ana Castela                                | [ 18 ] |
| 13 de maio      | "Chakras"                         | Ivandro e Julinho KSD                      | [ 19 ] |
| 20 de maio      | "Chakras"                         | Ivandro e Julinho KSD                      | [ 20 ] |
| 27 de maio      | "Chakras"                         | Ivandro e Julinho KSD                      | [ 21 ] |
| 3 de junho      | "Chakras"                         | Ivandro e Julinho KSD                      | [ 22 ] |
| 10 de junho     | "Chakras"                         | Ivandro e Julinho KSD                      | [ 23 ] |
| 17 de junho     | "Chakras"                         | Ivandro e Julinho KSD                      | [ 24 ] |
| 24 de junho     | "Tá OK"                           | Dennis DJ e Kevin o Chris                  | [ 25 ] |
| 1 de julho      | "Tá OK"                           | Dennis DJ e Kevin o Chris                  | [ 26 ] |
| 8 de julho      | "Tá OK"                           | Dennis DJ e Kevin o Chris                  | [ 27 ] |
| 15 de julho     | "Tá OK"                           | Dennis DJ e Kevin o Chris                  | [ 28 ] |
| 22 de julho     | "Tá OK"                           | Dennis DJ e Kevin o Chris                  | [ 29 ] |
| 29 de julho     | "Tá OK"                           | Dennis DJ e Kevin o Chris                  | [ 30 ] |
| 5 de agosto     | "Tá OK"                           | Dennis DJ e Kevin o Chris                  | [ 31 ] |
| 12 de agosto    | "Tá OK"                           | Dennis DJ e Kevin o Chris                  | [ 32 ] |
| 19 de agosto    | "Tá OK" (Remix)                   | Dennis DJ, Kevin o Chris, Maluma e Karol G | [ 33 ] |
| 26 de agosto    | "Tá OK" (Remix)                   | Dennis DJ, Kevin o Chris, Maluma e Karol G | [ 34 ] |
| 2 de setembro   | "Tá OK" (Remix)                   | Dennis DJ, Kevin o Chris, Maluma e Karol G | [ 35 ] |
| 9 de setembro   | "Tá OK" (Remix)                   | Dennis DJ, Kevin o Chris, Maluma e Karol G | [ 36 ] |
| 16 de setembro  | "Tá OK" (Remix)                   | Dennis DJ, Kevin o Chris, Maluma e Karol G | [ 37 ] |
| 23 de setembro  | "Tá OK" (Remix)                   | Dennis DJ, Kevin o Chris, Maluma e Karol G | [ 38 ] |
| 30 de setembro  | "Tá OK" (Remix)                   | Dennis DJ, Kevin o Chris, Maluma e Karol G | [ 39 ] |
| 7 de outubro    | "Tá OK" (Remix)                   | Dennis DJ, Kevin o Chris, Maluma e Karol G | [ 40 ] |
| 14 de outubro   | "Si No Estas"                     | Inigo Quintero                             | [ 41 ] |